# Michał Przysiężny
Michał Przysiężny (nacido el 16 de febrero de 1984 en Glogów, Polonia) es un jugador profesional de tenis. En abril de 2010 ingresó por primera vez al top-100 del ranking mundial llegando a ocupar la posición Nº94. Desde el 2004 es representante de su país, en el Equipo polaco de Copa Davis que actualmente se desempeña en la segunda categoría de la competición. 

## Títulos (0)

### Clasificación en torneos del Grand Slam (sencillos)
| Torneo               | 2013 | 2011 | 2010 | 2007 | Títulos |
| -------------------- | ---- | ---- | ---- | ---- | ------- |
| Abierto de Australia | -    | 1r   | -    | -    | 0       |
| Roland Garros        | 2r   | -    | 1r   | -    | 0       |
| Wimbledon            | 2r   | -    | 2r   | -    | 0       |
| US Open              |      | -    | 1r   | 1r   | 0       |

### Dobles

#### Ganados (4)
| Leyenda                    |
| Grand Slam (0)             |
| ATP Wourld Tour Finals (0) |
| ATP Masters 1000 (0)       |
| ATP World Tour 500 (1)     |
| ATP World Tour 250 (0)     |

| N.º | Fecha                | Torneo | Superficie | Pareja                | Oponente en la final    | Resultado           |
| --- | -------------------- | ------ | ---------- | --------------------- | ----------------------- | ------------------- |
| 1.  | 5 de octubre de 2014 | Tokio  | Dura       | Pierre-Hugues Herbert | Ivan Dodig Marcelo Melo | 6-3, 6-7(3), [10-5] |

### Challengers (2)
| N.º | Fecha                   | Torneo   | Superficie  | Oponente en la final | Resultado   |
| --- | ----------------------- | -------- | ----------- | -------------------- | ----------- |
| 1.  | 22 de enero de 2007     | Wrexham  | Dura (i)    | Richard Bloomfield   | 6-2 6-3     |
| 2.  | 23 de noviembre de 2009 | Helsinki | Carpeta (i) | Stephane Bohli       | 4-6 6-4 6-1 |